# Hiroya Nodake
Hiroya Nodake (født 3. december 2000) er en japansk fodboldspiller, som spiller for den japanske fodboldklub Kagoshima United FC.